# القرب (حالمين)

تعديل مصدري - تعديل

القرب هي إحدى قرى عزلة حبيل الريدة بمديرية حالمين التابعة لمحافظة لحج، بلغ تعداد سكانها 179 نسمة حسب تعداد اليمن لعام 2004.